# 贝尔扎诺圣彼得罗
贝尔扎诺圣彼得罗（義大利語：Berzano di San Pietro），是意大利阿斯蒂省的一个市镇。总面积7.41平方公里，人口451人，人口密度60.9人/平方公里（2009年）。ISTAT代码为005009。

## 友好城市
- 羅馬尼亞塔什卡
- 羅馬尼亞采茨凱亞
- 拉脫維亞Glūda（英语：Glūda parish）
- 希腊Petritsi
- 希腊Kerkini
- 希腊Irakleia